# Gouvernement Kurz II
Pour les articles homonymes, voir gouvernement Kurz.
IIe République d'Autriche
Bierlein Schallenberg
Le gouvernement Kurz II (en allemand : Bundesregierung Kurz II) est le gouvernement fédéral de la république d'Autriche, entre le 7 janvier 2020 et le 11 octobre 2021, sous la XXVIIe législature du Conseil national.
Il est dirigé par le conservateur Sebastian Kurz, après la victoire de l'ÖVP à la majorité relative lors des élections législatives anticipées, et repose sur une « coalition turquoise-verte » entre conservateurs et écologistes. Il succède au gouvernement de la technocrate Brigitte Bierlein et cède le pouvoir au gouvernement d'Alexander Schallenberg après le renoncement de Sebastian Kurz à la chancellerie.

## Historique du mandat
Dirigé par le chancelier fédéral chrétien-démocrate Sebastian Kurz, ce gouvernement est constitué et soutenu par une « coalition turquoise-verte » entre le Parti populaire autrichien (ÖVP) et Les Verts - L'Alternative verte (Grünen). Ensemble, ils disposent de 97 députés sur 183, soit 53 % des sièges du Conseil national.
Il est formé à la suite des élections législatives anticipées du 29 septembre 2019.
Il succède donc au gouvernement de transition de l'ancienne présidente de la Cour constitutionnelle Brigitte Bierlein, formé après le renversement du gouvernement Kurz I en pleine préparation des élections anticipées.
Lors du scrutin, le Parti populaire confirme sa posture de premier parti d'Autriche en engrangeant six points supplémentaires, recueillant ainsi 37 % des suffrages exprimés. Il devance donc nettement le Parti social-démocrate d'Autriche (SPÖ), qui obtient 22 %, et son ancien partenaire de coalition de droite radicale. Le Parti de la liberté d'Autriche (FPÖ) réalise en effet un résultat en recul de l'ordre de dix points avec 16 %. Il devance de peu les Grünen, auteurs d'une très forte progression puisqu'ils recueillent 14 % des voix alors qu'ils avaient été exclus du Conseil national lors du précédent scrutin.

### Formation
Le 7 octobre, un peu plus d'une semaine après les élections, le président fédéral Alexander Van der Bellen confie à Sebastian Kurz le soin de constituer une nouvelle majorité parlementaire et de former ainsi le futur gouvernement fédéral. L'ancien chancelier annonce que ses priorités sont d'affronter la mauvaise conjoncture économique qui s'annonce, diminuer les impôts, combattre l'immigration clandestine et lutter contre le réchauffement climatique. Il indique alors vouloir rencontrer tous les dirigeants des partis représentés au Conseil national.
Ayant rejeté l'idée de renouveler son alliance avec le FPÖ, repoussé les propositions du SPÖ au nom de son refus de voir revenir au pouvoir une « grande coalition » comme l'Autriche en a souvent connu, et étant dans l'incapacité d'atteindre la majorité absolue avec les libéraux de NEOS - La nouvelle Autriche et le Forum libéral, Kurz accepte à la fin du mois de novembre d'ouvrir des négociations avec les écologistes. Une telle perspective avait déjà été approuvée au début du mois par les Grünen.

### Coalition turquoise-verte

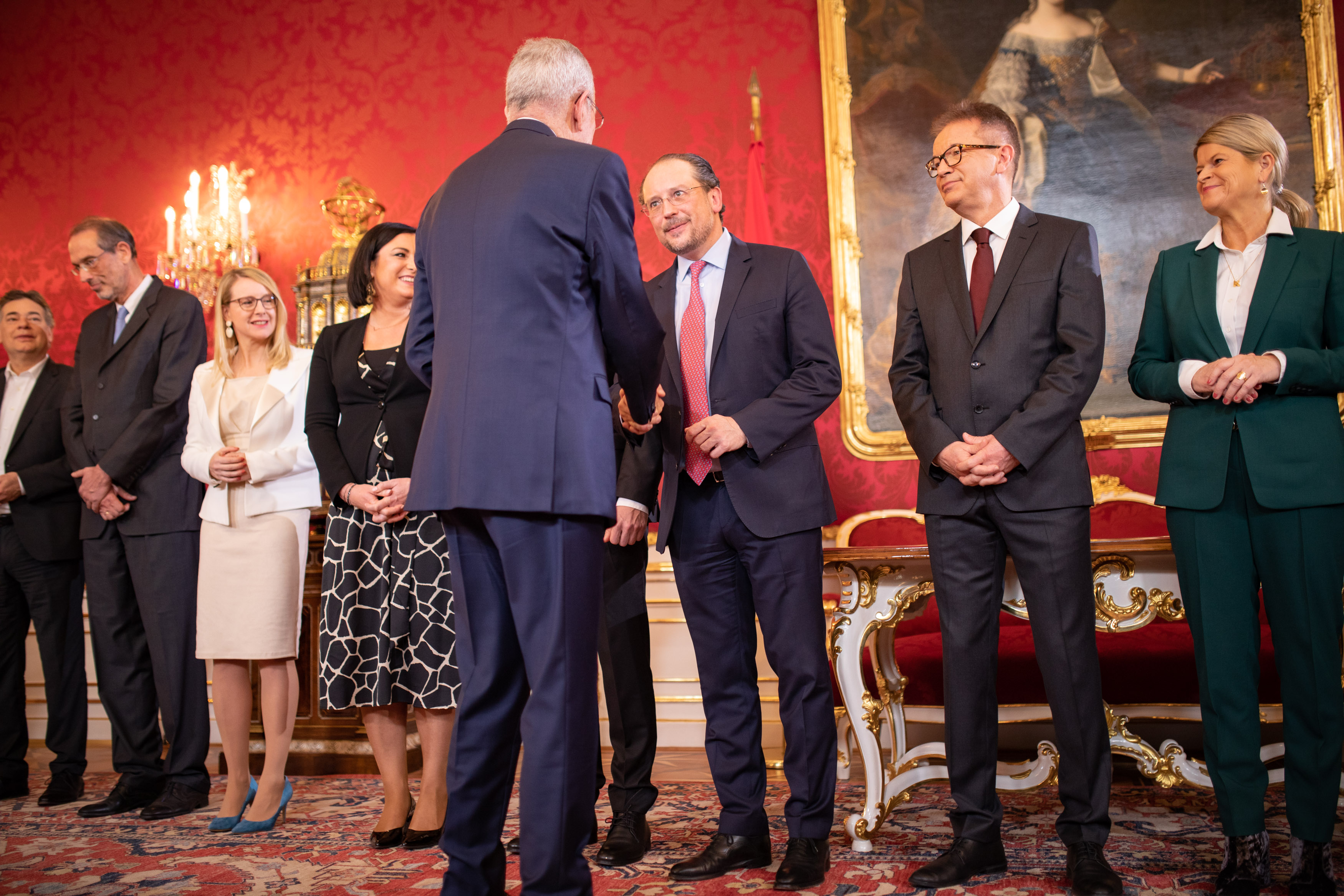
Le président Van der Bellen recevant les nouveaux ministres le 7 janvier.

L'ÖVP et les Grünen scellent leur accord et le présentent le 2 janvier 2020, soit 95 jours après les élections législatives. Il prévoit le retour de Kurz à la chancellerie et la désignation du chef des écologistes Werner Kogler comme vice-chancelier. Le dirigeant chrétien-démocrate explique que leur entente concilie « le meilleur des deux mondes » en « protégeant les frontières et le climat ». Les Verts se voient attribuer un grand ministère de l'Environnement, ainsi que les ministères des Affaires sociales, de la Fonction publique, et de la Justice, ce dernier revenant à Alma Zadić, qui sera la première ministre autrichienne issue de l'immigration. Le Parti populaire prend dix départements, notamment ceux de l'Intérieur, des Finances et des Affaires étrangères,.
Cette alliance, largement souhaitée par la population selon les enquêtes d'opinion, constitue la première expérience gouvernementale des écologistes autrichiens au niveau fédéral. Elle rassemble les principaux engagements des deux partis, à savoir pour les conservateurs la lutte contre l'immigration illégale par le refus de participer au mécanisme européen de répartition et l'expulsion des Afghans déboutés du droit d'asile, et la baisse des impôts ; et pour les écologistes, le soutien aux énergies renouvelables et le combat contre la corruption — qui mine régulièrement la vie politique du pays — et pour la transparence.
L'assermentation du nouveau gouvernement est convoquée le 7 janvier 2020, à 11 heures à la Hofburg par le président Van der Bellen.

### Démission
En mai 2021, Kurz révèle être visé par une enquête judiciaire. La justice le soupçonne d'être intervenu pour favoriser la nomination d'un proche à la tête d'une entreprise publique et d'avoir menti à ce sujet devant les députés.
Le parquet autrichien annonce en octobre 2021 l'ouverture d'une enquête au sujet de Sebastian Kurz et de neuf autres personnes. Ils sont soupçonnés d'avoir détourné des fonds publics afin de « financer des sondages d'opinion partiellement manipulés qui servaient un intérêt politique exclusivement partisan » en faveur de l'ÖVP entre 2016 et 2018. Selon les procureurs, un groupe de médias aurait « reçu des paiements » en échange de la publication de ces sondages. Le groupe mis en cause est largement identifié dans les médias autrichiens comme étant le tabloïd Österreich. Alors que les écologistes demandent à Kurz de démissionner, une motion de censure doit être débattue à partir du 12 octobre,.
Le 9 octobre 2021, il annonce sa démission de la fonction de chancelier fédéral a cause d'une affaire de corruption, tout en souhaitant conserver la présidence du parti ÖVP. Il propose le ministre des Affaires étrangères Alexander Schallenberg pour lui succéder.

## Composition
| Fonction | Titulaire | Titulaire              | Titulaire                                  | Parti    |
| --- | --------- | ---------------------- | ------------------------------------------ | -------- |
| Chancelier fédéral                                                                                                 |           | Sebastian Kurz         | Sebastian Kurz                             | ÖVP      |
| Vice-chancelier Ministre fédéral des Arts, de la Culture, de la Fonction publique et des Sports                    |           | Werner Kogler          | Werner Kogler                              | Grünen   |
| Ministre fédéral des Affaires européennes et internationales                                                       |           | Alexander Schallenberg | Alexander Schallenberg                     | Sans/ÖVP |
| Ministre fédéral du Travail, de la Jeunesse et de la Famille Ministre fédéral du Travail (01/02/2021)              |           |                        | Christine Aschbacher (jusqu'au 11/01/2021) | ÖVP      |
| Ministre fédéral du Travail, de la Jeunesse et de la Famille Ministre fédéral du Travail (01/02/2021)              |           | Martin Kocher          | Martin Kocher                              | Sans     |
| Ministre fédéral de l'Éducation, de la Science et de la Recherche                                                  |           | Heinz Fassmann         | Heinz Fassmann                             | Sans     |
| Ministre fédérale du Numérique et des Entreprises                                                                  |           | Margarete Schramböck   | Margarete Schramböck                       | ÖVP      |
| Ministre fédéral des Finances                                                                                      |           | Gernot Blümel          | Gernot Blümel                              | ÖVP      |
| Ministre fédéral de l'Intérieur                                                                                    |           | Karl Nehammer          | Karl Nehammer                              | ÖVP      |
| Ministre fédérale de la Justice                                                                                    |           | Alma Zadić             | Alma Zadić                                 | Grünen   |
| Ministre fédérale du Climat, de l'Environnement, de l'Énergie, des Mobilités, de l'Innovation et de la Technologie |           | Leonore Gewessler      | Leonore Gewessler                          | Grünen   |
| Ministre fédérale de la Défense nationale                                                                          |           | Klaudia Tanner         | Klaudia Tanner                             | ÖVP      |
| Ministre fédérale de l'Agriculture, des Régions et du Tourisme                                                     |           | Elisabeth Köstinger    | Elisabeth Köstinger                        | ÖVP      |
| Ministre fédéral des Affaires sociales, de la Santé, des Soins et de la Protection des consommateurs               |           | Rudolf Anschober       | Rudolf Anschober (jusqu'au 13/04/2021)     | Grünen   |
| Ministre fédéral des Affaires sociales, de la Santé, des Soins et de la Protection des consommateurs               |           | Wolfgang Mückstein     | Wolfgang Mückstein                         | Grünen   |
| Ministre fédérale de l'Intégration et des Droits des femmes                                                        |           | Susanne Raab           | Susanne Raab                               | ÖVP      |
| Ministre fédérale de la Politique européenne                                                                       |           | Karoline Edtstadler    | Karoline Edtstadler                        | ÖVP      |